# فرد جوردن (لاعب كرة قاعدة)
فرد جوردن (بالإنجليزية: Fred Jordan)‏ هو لاعب كرة قاعدة أمريكي، ولد في عقد 1950 في تشارلستون في الولايات المتحدة.